# Біржовий палац (Мадрид)
Біржовий палац в Мадриді (ісп. Palacio de la Bolsa de Madrid) — громадська будівля, відкрита 1893 року як штаб-квартира Мадридської фондової біржі. Палац був урочисто відкритий регенткою Марією Крістіною 7 травня 1893 року. Має площу 3288 м. кв.

## Будівля
Проєкт архітектора Енріке Маріа Репульєса під назвою Comercium pacem firmat мав за зразок будівлю Віденської фондової біржі, створену Теофілом фон Гансеном.
- Роки будівництва — 1886-1893
- Архітектор — Енріке Марія Репульєс (Репульєс-і-Варгас)
- Архітектурний стиль — неокласицизм
- Розташування — на площі Леальтад (La plaza de la Lealtad)
- Сучасне використання — Мадридська фондова біржа.

## Галерея

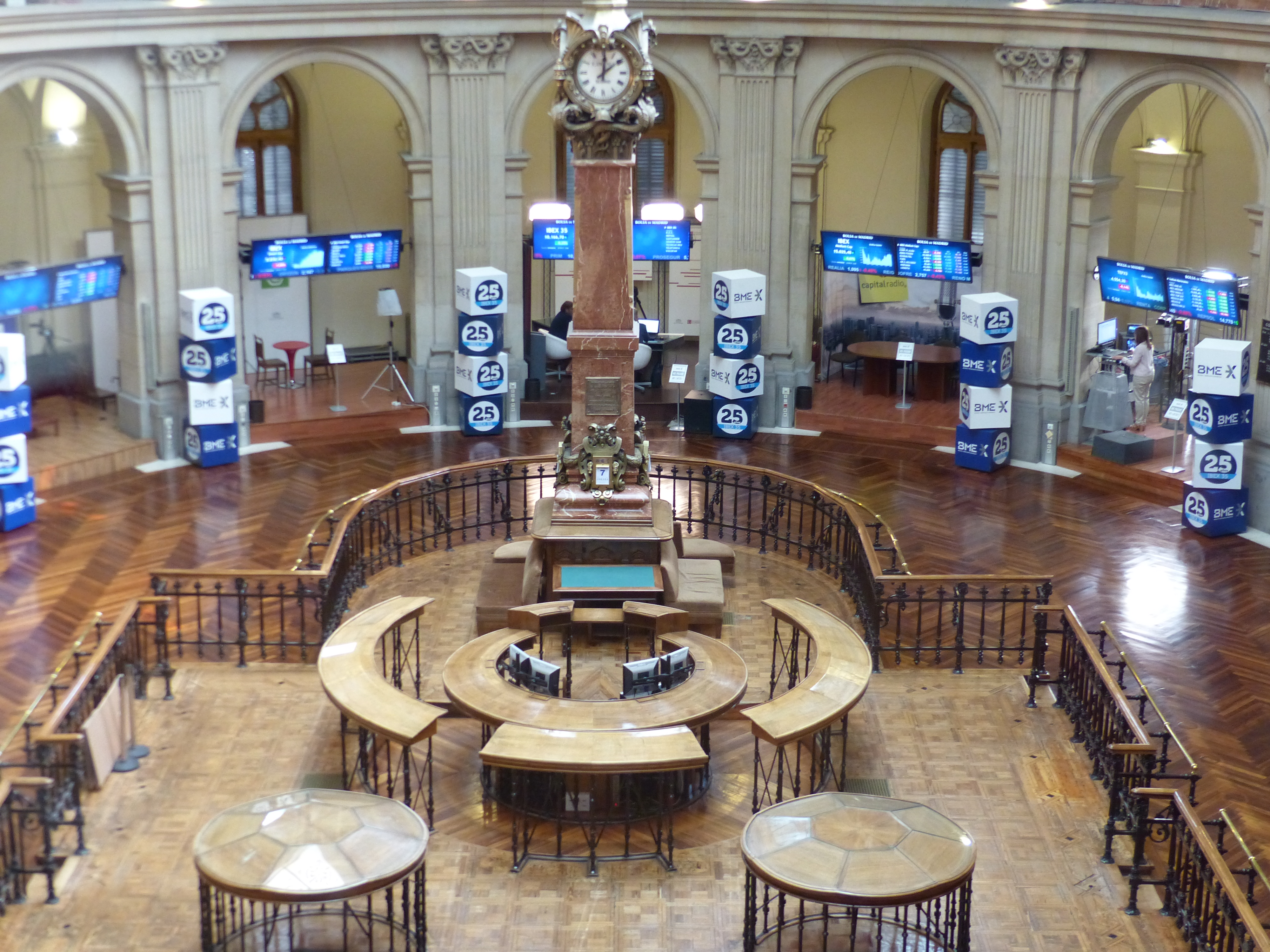
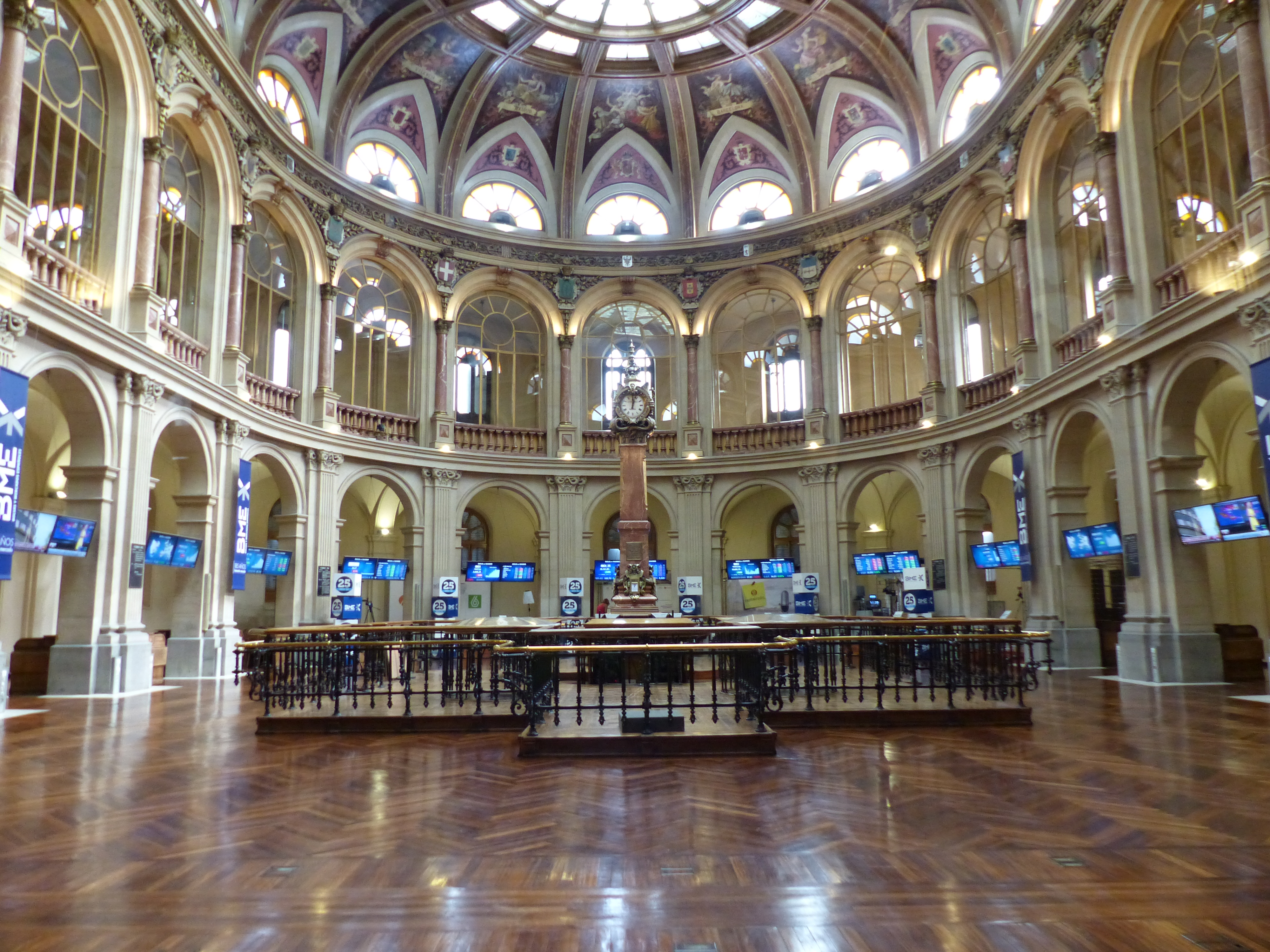
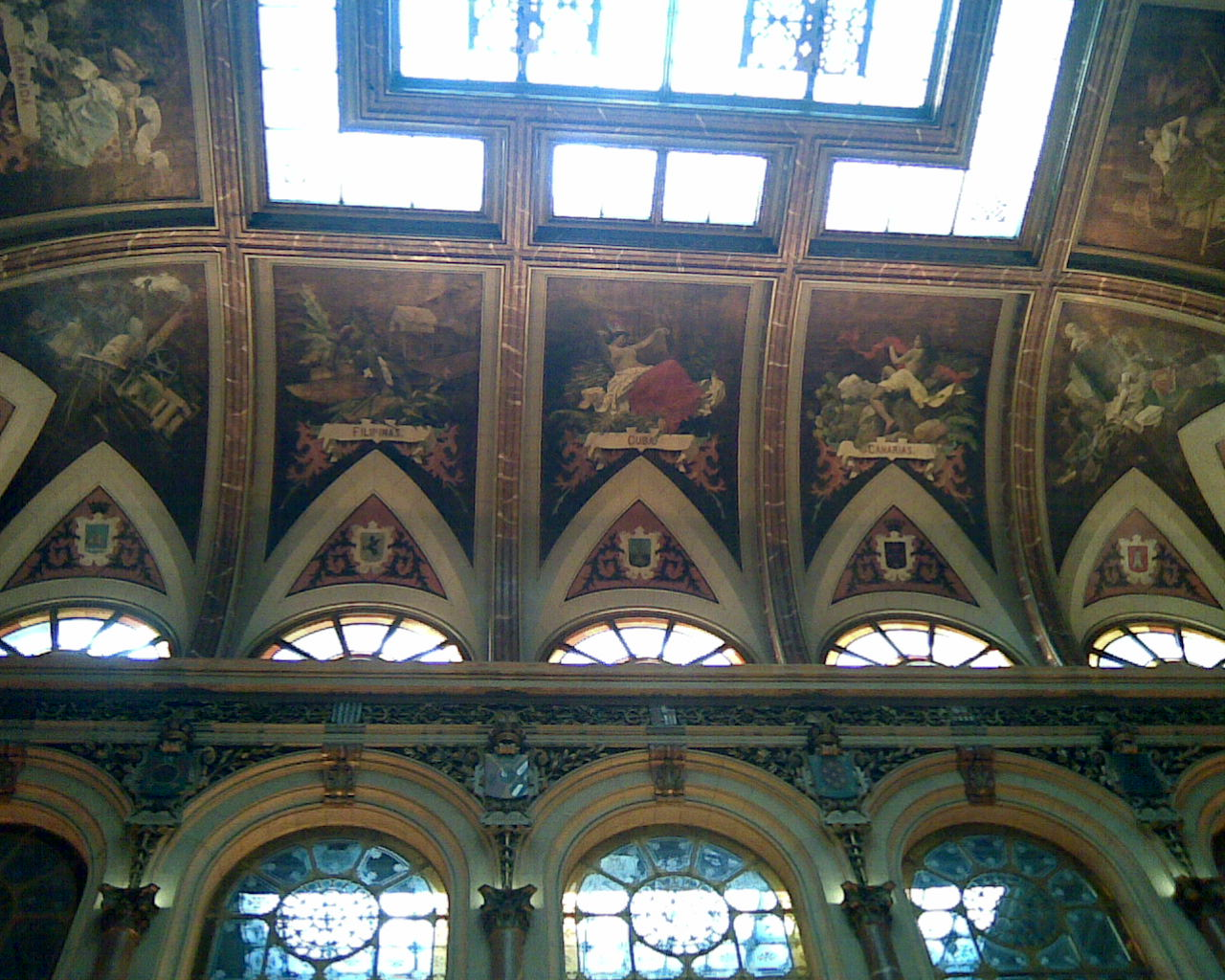
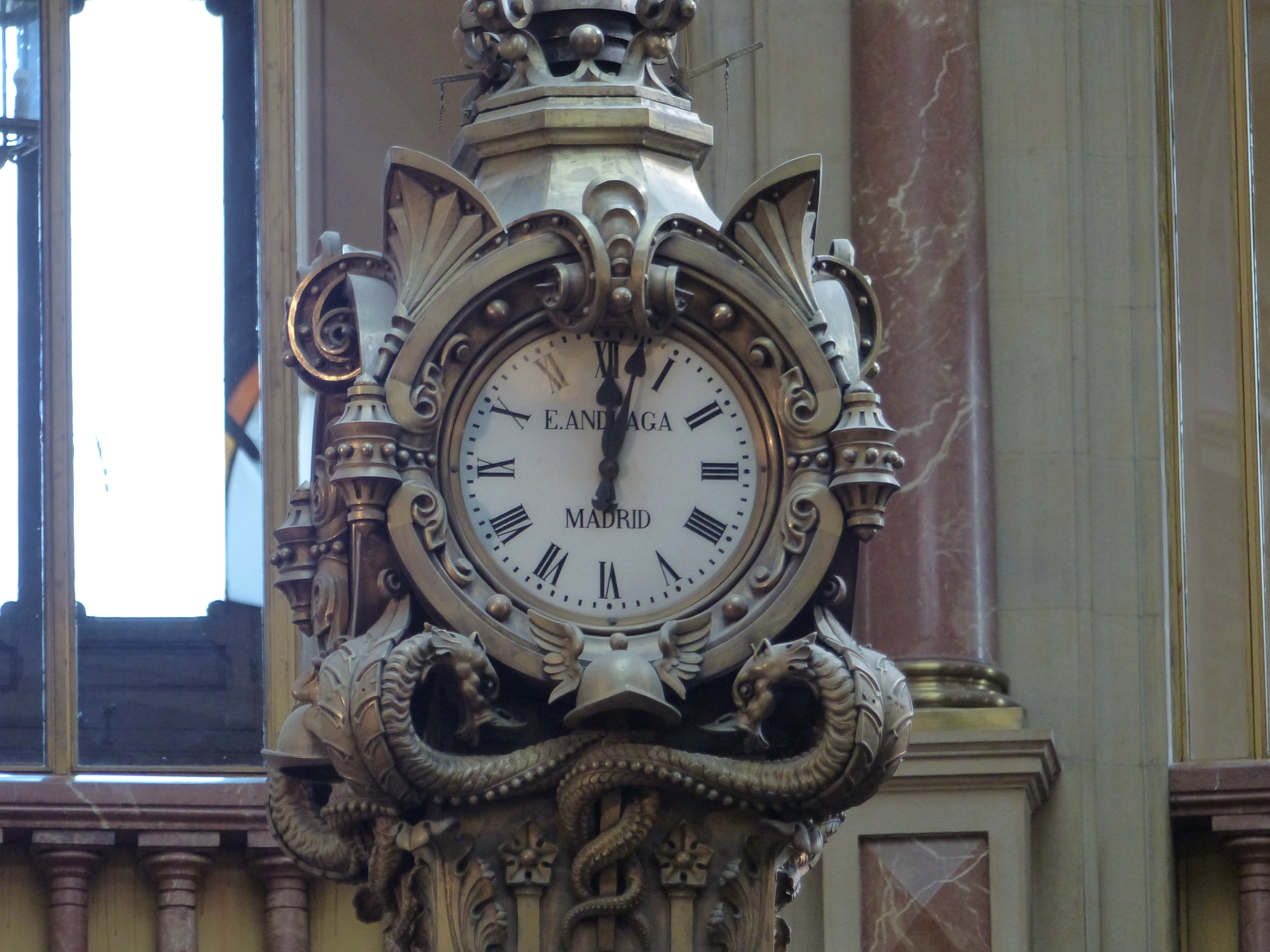